# Thomas Arnold (Schauspieler)
Thomas Arnold (* 13. Mai 1971 in Freiberg) ist ein deutscher Schauspieler.

## Leben
Der gelernte Konditor absolvierte von 1990 bis 1994 ein Studium an der Hochschule für Schauspielkunst „Ernst Busch“ in Rostock. Bereits mit sechs Jahren wurde der junge Thomas Arnold staatlich gefördert und spielte ab seinem 13. Lebensjahr am Stadttheater seiner Geburtsstadt Freiberg. Es folgten Engagements unter anderem am Volkstheater Rostock und am Stadttheater Trier, wo er 1997 als Kobold Puck in Ein Sommernachtstraum nach William Shakespeare auftrat.
1996 hatte Thomas Arnold sein Debüt vor der Kamera in dem Film Zweieinhalb Minuten von Rolf Schübel, in dem der Vorfall in der Berliner S-Bahn in der Nacht des 16. Novembers 1990 thematisiert wird. In den zweieinhalb Minuten Fahrzeit zwischen zwei Stationen kam es zu einem Handgemenge zwischen jungen Deutschen und Türken.
Es folgten weitere Rollenangebote. So spielte Thomas Arnold zum einen in diversen Fernsehfilmen wie 2000 in dem Film Große Fische, kleine Fische unter der Regie von Peter Welz. 2004 spielte er an der Seite von Ulrich Mühe in Der letzte Zeuge.
Thomas Arnold übernimmt immer wieder Rollen in diversen Krimiserien, beispielsweise in Siska (2003 und 2005), Wolffs Revier (2004), SK Kölsch (2005), Tatort (Gastauftritte 1999, 2003, 2005, 2007 und wiederkehrende Nebenrolle seit 2012), Der Alte (2006), SOKO Kitzbühel (2007) und Küstenwache (2007) und Notruf Hafenkante. Für den Kinofilm Distanz drehte Arnold zusammen mit Schauspielkollegen Ken Duken unter der Regie von Thomas Sieben.
Daneben geht er seit Mitte der 2000er mit literarisch-lyrischen Soloprogrammen auf Tournee, unter anderem mit eigenen Gedichten oder Werken von Kurt Tucholsky.
Thomas Arnold ist der Vater der Schauspielerin Louise Sophie Arnold (* 2001). Er wohnt mit seiner Frau, der Puppenspielerin Doreen Arnold, und seiner Tochter in Wildpark-West.

## Filmografie
- 1997: 2 1/2 Minuten (Fernsehfilm)
- 1997: Tatort – Undercover-Camping (Fernsehreihe)
- 1998: Obsession, Regie: Peter Sehr
- 1999: Tatort – Dagoberts Enkel
- 1999: Tatort – Martinsfeuer
- 2000: Die Stille nach dem Schuss, Regie: Volker Schlöndorff
- 2001: Ein starkes Team: Kleine Fische, große Fische (Fernsehfilm)
- 2002: Bear’s Kiss, Regie: Sergei Bodrow
- 2002: Polizeiruf 110 – Braut in Schwarz
- 2003: Gott ist tot, Regie: Kadir Sözen
- 2004: Tatort – Verraten und verkauft
- 2005: Schnauze voll, Regie: Peter Simm
- 2005: In aller Freundschaft (Fernsehserie, Folge Neue Wege)
- 2006: Das Leben der Anderen, Regie: Florian Henckel von Donnersmarck
- 2006: Nina & Theo, Regie: Rolf Roring
- 2006: Tatort – Pauline
- 2007: Afrika, mon amour
- 2007: Der Alte – Folge 317: Stumme Zeugin
- 2008: Notruf Hafenkante (Fernsehserie, Folge Auf schmalem Grat)
- 2008: Tatort – Verdammt
- 2009: Distanz, Regie: Thomas Sieben
- 2010: Zivilcourage, Regie: Dror Zahavi
- 2010: Wiedersehen mit einem Fremden, Regie: Niki Stein
- 2010: Die Prinzessin auf der Erbse, Regie: Bodo Fürneisen
- 2011: Achtung Arzt!, Regie: Rolf Silber
- 2011: Allein gegen die Zeit
- 2011: Neon Schwarz (Kurzfilm), Regie: Bernd Güssbacher
- 2011: Das Meer am Morgen, Regie: Volker Schlöndorff
- 2011: Polizeiruf 110 – Blutige Straße
- 2011: Gefährten
- 2012: Tatort – Ihr Kinderlein kommet
- 2012: Schmidt & Schwarz
- 2012: Notruf Hafenkante (Fernsehserie, Folge Die Zeugin)
- 2012: Tatort – Alter Ego
- 2012: Tatort – Mein Revier
- 2012: Notruf Hafenkante (Fernsehserie, Der Prozess)
- 2012: Der Fall Jakob von Metzler
- 2013: Der letzte Bulle (Fernsehserie, Folge: Kein Sterbenswort)
- 2013: Tatort – Eine andere Welt
- 2013: Aus deinen Händen (Kurzfilm), Regie: Sebastian Husak
- 2013: Ein weites Herz – Schicksalsjahre einer deutschen Familie
- 2013: Akte Ex (Fernsehserie, Folge Verlorene Nacht)
- 2014: Der Alte (Fernsehserie, Folge: Im Alleingang)
- 2014: Dr. Gressmann zeigt Gefühle
- 2014: Tatort – Auf ewig Dein
- 2014: Wilsberg: Das Geld der Anderen (Fernsehreihe)
- 2014: Diplomatie
- 2015: Notruf Hafenkante (Fernsehserie, Folge: Fremde Heimat)
- 2015: Tatort – Hydra
- 2015: Homeland (US-Fernsehserie, Folge Our Man in Damascus)
- 2016: Die Spezialisten – Im Namen der Opfer (Fernsehserie, Folge 1: Der verlorene Sohn)
- 2016: In aller Freundschaft (Fernsehserie, Folge Der zweite Versuch)
- 2016: Heldt (Fernsehserie, Folge Bochum Gangsta)
- 2016, 2024: SOKO Stuttgart (Fernsehserie, Folgen Hakuna Matata, Schneewittchens Tod)
- 2017: Der Alte – Folge 405: Schöner Schein
- 2017: Inga Lindström – Tanz mit mir
- 2017: Dark (Serie, Folge 3: Gestern und Heute)
- 2018: SOKO Hamburg (Fernsehserie, Folge Gefallener Engel)
- 2018: Tatort – Tollwut
- 2018: In aller Freundschaft (Fernsehserie, Folge Steh deinen Mann!)
- 2018: Tatort – Schlangengrube
- 2018: 13 Uhr mittags
- 2018: Krieg der Träume
- 2018: Der Kriminalist: Zuhause
- 2019: Praxis mit Meerblick – Unter Campern
- 2019: Der Krieg und ich (Kinder- und Jugendreihe)
- 2020: Der Staatsanwalt: Null Toleranz (Fernsehfilm)
- 2020: Unter anderen Umständen: Über den Tod hinaus (Fernsehreihe)
- 2020: SOKO Stuttgart (Fernsehserie, Folge Bunte Liebe)
- 2021: Notruf Hafenkante (Fernsehserie, Folge Die Party ist vorbei)
- 2021: Nord bei Nordwest – Im Namen des Vaters (Fernsehreihe)
- 2021: SOKO Potsdam (Fernsehserie, Folge Flug in den Tod)
- 2022: WaPo Bodensee (Fernsehserie, Folge Alte Rechnungen)
- 2022: Jolly Rogers (Mittellangfilm)[5]
- 2022: Nazijäger – Reise in die Finsternis (TV-Dokudrama)
- 2023: Morden im Norden (Fernsehserie, Folge Harte Kerle)
- 2024: Ein starkes Team: Und vergib ihnen ihre Schuld (Fernsehreihe)
- 2024: Wilsberg: Blut geleckt (Fernsehreihe)
- 2024: Im Rosengarten
- 2025: WaPo Elbe (Fernsehserie, Folge Bumerang)

## Theater
- 1994: Der Bürgergeneral, Regie: F. Strobel, Theater Trier
- 1997: Ein Sommernachtstraum, Regie: N. Kollakowsky, Rolle: Puck, Theater Trier
- 1998: Das große Welttheater, Regie: Heinz-Uwe Haus, Theater Trier
- 2001–2005: Die Zoogeschichte, Regie: Pierre Niemann, Theater Trier
- 2004: Interviews, Regie: Constanze Knoche, Maxim Gorki Theater
- 2007: Heil Hitler, Regie: Lutz Blochberger, Akademie der Künste, Berlin

## Hörbücher
- Darwins Schöpfungsgeschichte – Auf der Suche nach dem verlorenen Paradies. Bellerive Hörverlag 2009, ISBN 978-3-941621-01-5.
- Das unlösbare Welträtsel – Liebesbriefe eines Darwinisten.Bellerive Hörverlag 2009, ISBN 978-3-941621-00-8.

## Hörspiele
- 2014: Christine Sievers/Nicolaus Schröder: Die Todesstrafe ist angemessen – Urteil auf Bestellung – Regie: Philippe Bruehl (Feature – WDR)

## Auszeichnungen
- Filmhaus Berlin 2022: Best Supporting Actor (Gewinner)[6]